# Oskar Weinmar
Karl Oskar Weinmar, född 11 november 1984 i Överluleå församling, Norrbottens län, är en svensk moderat politiker. Han är sedan 2022 oppositionsråd i Upplands Väsby kommun.

## Biografi
Weinmar har utbildat sig i både medieteknik på KTH mellan åren 2004-2008 och i grafisk kommunikation på Stockholms universitet mellan åren 2009-2011. Innan han gav sig in i politiken arbetade han med marknadsföring.
Weinmar var kommunstyrelsens ordförande i Upplands Väsby kommun 2018–2022 (med ett uppehåll för föräldraledighet under hösten 2020). Dessförinnan var han oppositionsråd i kommunen.
Som politiker har Weinmar varit drivande i frågan om att införa övervakningskameror, fler ordningsvakter, mobila väktare, ronderingar med narkotikahundar och fler fältassistenter.
Under Weinmars ledning (2018–2022) gjorde sig kommunen känd för ambitionen att införa ny klassisk arkitektur i stadsplaneringen. Arbetet utmynnade i detaljplanen Fyrklövern norr om Mälarvägen.